# Hockeria burdicki
Hockeria burdicki är en stekelart som beskrevs av Halstead 2000. Hockeria burdicki ingår i släktet Hockeria och familjen bredlårsteklar. Inga underarter finns listade i Catalogue of Life.